# Star Modelo Z-84
El Star Z-84 era un subfusil fabricado por la empresa eibarresa, ahora extinta, STAR, Bonifacio Echeverría S.A. en el País Vasco, España. El Z-84 era un arma robusta bien diseñada, sumergible, podía ser utilizado al sacarlo del agua sin necesidad de drenar el cajón de mecanismos o el cargador, pensado para el uso de submarinistas, no llegó a producirse en grandes cantidades al cerrarse la empresa poco después de su lanzamiento al mercado.
Este fue el último  desarrollo de la serie de subfusiles que la Star había comenzado a desarrollar a mediados de los años 1930 con muy buenos resultados. Estaban basados en el diseño del subfusil alemán MP40. El Z-84 fue diseñado por Eduardo Iraegui Zamacola.
Se fabricaron menos de 1000 subfusiles de este tipo, ya que la empresa cerró poco tiempo después de su lanzamiento. Muchos de ellos se vendieron para pruebas a varios países de América del Sur y Central.

## Desarrollo inicial
Tras el éxito de los subfusiles modelo Z-70 y Z-70B a principios de la década de 1980 se desarrolló el modelo Z-75. 
El Z-75 fue el primer subfusil de tercera generación producido por la Star, que disparaba el cartucho 9 mm Largo. Basado en el mismo sistema de recarga por retroceso y percusión adelantada que los anteriores subfusiles Star, tenía un cierto parecido con el Uzi e incorporaba características modernas empleadas por primera vez en el subfusil checoslovaco Sa vz. 23, tales como el cerrojo envolvente, para reducir su longitud. Su cajón de mecanismos estaba hecho de chapa de acero estampada, con un cerrojo cuadrangular que iba sobre rieles internos. Disparaba a cerrojo abierto y su cañón tenía una longitud de 200 mm. Pesaba 2,6 kg cuando estaba descargado. Sin embargo el Z-75 no pasó de la etapa de prototipo y condujo al desarrollo del Z-84.

## Descripción
El Z-84 dispara el cartucho 9 x 19 Parabellum, es accionado por retroceso, totalmente automático y dispara a cerrojo abierto. Sus pocas piezas móviles lo convierten en un arma simple de operar y mantener. Hecho principalmente de piezas estampadas y de fundición, se necesitan pocas máquinas para su producción. 
Utiliza un cerrojo "envolvente" es decir, el cerrojo rodea la recámara del cañón. Esto permite una longitud total del arma más corta, manteniendo una longitud de cañón de 20 cm.  El cerrojo envolvente fue usado por primera vez en el subfusil checoslovaco Sa vz. 23. Hoy en día lo usan muchas armas, tales como el Uzi israelí y el Beretta M12 italiano.
Una culata plegable resistente ayuda a aumentar la precisión al dispararlo desde el hombro. El alza y el punto de mira están protegidos por grandes orejetas de acero y son ajustables. El alza es dióptrica y pivotante, ajustada para alcances de 100 y 200 m, mientras que el punto de mira puede ajustarse en horizontal y vertical.

## Variantes
El Z-84 tiene dos variantes:
1. Corto, variante con cañón de 215 mm de largo, mecanismos de puntería diferentes (similares a los del CETME L) y originalmente diseñado para cumplir los requisitos de la Guardia Civil.[3]
2. Largo, variante estándar con cañón de 270 mm de largo.[3]

## Usuarios

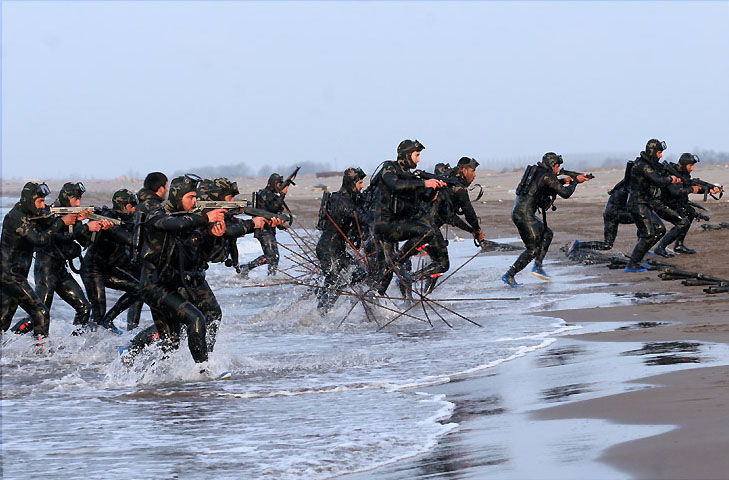
Buzos de la Armada de los Cuerpos de la Guardia Revolucionaria Islámica, en su mayoría armados con Star Z-84, durante unas maniobras en el área del estrecho de Ormuz.

### Actuales
- España: es empleado por la Unidad Especial de Buceadores de Combate de la Armada española.[3]
- Irán: es empleado por los Cuerpos de la Guardia Revolucionaria Islámica y la Fuerza Especial Naval Sepah.[4] Los informes indican que estaría siendo producido sin licencia de la Star.[4]

### Anteriores
- Malasia: fue empleado por la Real Policía de Malasia, con un ejemplar expuesto en el Museo de la Policía.[5]